# مطار توقاد
مطار توقاد (بالتركية: Tokat Havalimanı)‏ هو مطار بني في عام 1995 في توقاد، المدينة الواقعة في منطقة البحر الأسود الداخلية في تركيا. توقفت الرحلات الجوية من المطار واستؤنفت مرة أخرى عدة مرات، كان آخرها في عام 2017. بدأ بناء مطار جديد في عام 2018 واكتمل في عام 2022. منذ مارس 2022، تدير الخطوط الجوية التركية رحلات من مطار توقاد إلى إسطنبول.

## التاريخ

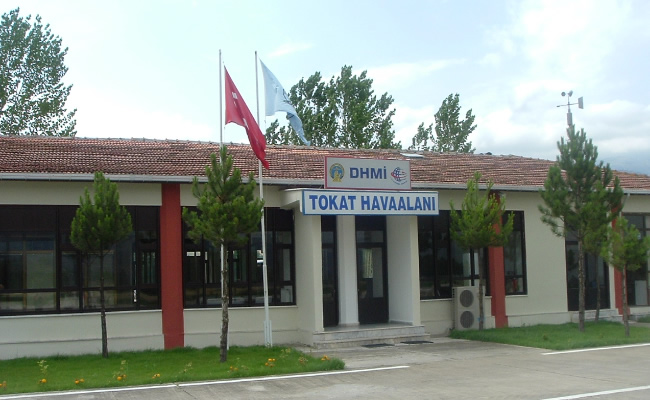
المحطة القديمة في عام 2009.

تم إنشاء المطار الأول في عام 1995. تم إغلاق مطار توقاد في عام 2001، وأعيد افتتاحه في عام 2006، وأغلق مرة أخرى في عام 2008. وفي عام 2008 أيضًا، تم تقصير مئذنة مسجد قريبة لتشكيلها خطرًا على سلامة الطيران. استمرت العمليات في عام 2010 حتى أبريل 2017، عندما توقفت جميع الرحلات المجدولة بسبب شركة Borajet، الناقل الوحيد الذي كان يخدم المطار، وتوقف عن العمل. بطول 1700 متر، كان المدرج القديم طويلًا بما يكفي فقط لهبوط الطائرات الإقليمية الأصغر، والتي كانت تشغلها شركة Borajet فقط في تركيا.
بدأ بناء مطار جديد بجانب المطار القديم في عام 2018. بتكلفة 1.2 مليار ليرة تركية، يتميز المطار بمدرج 2700 متر (8900 قدم)، ويغطي مبنى الركاب مساحة 16000 متر مربع (170.000 قدم مربع). المطار الجديد يتسع لسبع طائرات، وهو قادر على استيعاب الطائرات ذات البدن العريض وطائرات الشحن. أعيد افتتاح المطار في 25 مارس 2022.

## شركات الطيران والوجهات
في 25 مارس 2022، استؤنفت العمليات من المطار المعاد بناؤه بعد خمس سنوات من غياب حركة الركاب.
| شركـات طيـران         | الوجهات                 |
| --------------------- | ----------------------- |
| الأناضول جت           | مطار صبيحة كوكجن الدولي |
| الخطوط الجوية التركية | مطار إسطنبول الدولي     |